# Jeddah Tower
Jeddah Tower, раніше відомий як Kingsdom Tower, ще раніше як Mile-High Tower (араб. برج الميل‎) — хмарочос, який будують в місті Джидда, Саудівська Аравія. Висота більше ніж 160-поверхового хмарочосу складе не менше 1000 метрів. Будівництво розпочали у 2013 і планували завершити у 2020 році [Архівовано 30 березня 2019 у Wayback Machine.], але у 2018 році роботи зупинили. Роботу над спорудженням вежі планується відновити у 2020 році.
Хмарочос попередньою вартістю в 4,6 млрд ріялів (1,23 млрд доларів США; для порівняння: вартість будівництва хмарочоса «Бурдж-Халіфа» — 1,5 млрд дол США.) і висотою понад 1000 метрів має стати центром нового району Kingdom Center, в якому будуть жити 80 тис. чоловік. Загальна вартість проекту, розташованого на березі Червоного моря, повинна скласти 75 млрд ріялів (20 млрд доларів). По завершенню будівництва будівля має стати найвищою у світі і першою висотою понад одного кілометра. Перший проект будівлі передбачав висоту близько однієї милі , проте, після аналізу ґрунтів на місці будівництва, висота була знижена до одного кілометра (висота будівлі тримається в секреті до закінчення будівництва, проте відомо, що вона перевищить 1000 метрів).
Архітектором будівлі є архітектурне бюро Едріана Сміта, ініціатором всього проекту — саудівський принц аль-Валід бін Талаль, один з найбагатших людей на Близькому Сході і племінник короля Саудівської Аравії Аль-Валід є президентом корпорації  Kingdom Holding Company (KHC), однієї з найбільших у країні Для фінансування будівництва в 2009 році була спеціально створена компанія Jeddah Economic Company (JEC)

## Характеристики вежі
- Місце розташування — Джидда, Саудівська Аравія.
- Площа всередині будівлі — 530 000 м².
- Будівництво — (2013—2019).
- Кількість ліфтів — 69.
- Архітектор Едріан Сміт, Гордон Джилл.
- Забудовник — Saudi Binladin Group, Jeddah Economic Company (JEC).
- Поверхів (надземних) — 167.
- Матеріал фасаду — скло.
- Фасадна система — куртина.
- Діаметр паль: 1500 мм;
- Глибина закладення: 45-120 метрів.
- Витрати на будівництво — $1,230,000,000.
- Оглядовий майданчик на висоті 630 м

Спорудження вежі відбувається в Аравійській пустелі. Повна вартість проекту, включаючи місто-супутник, імовірно складе 20 мільярдів доларів США, проте спочатку планувалася сума не більше $ 10 млрд. З вершини вежі буде видно територію у радіусі близько 140 км . Планована поверховість хмарочоса 167 поверхів загальною площею 530 000 м². Передбачається, що місто-супутник буде складатися в основному з об'єктів елітного житла, готелів та бізнес-центрів Початковий проект передбачав будівництво вежі заввишки 1,6 км (близько однієї милі), проте після аналізу ґрунтів на місці будівництва висота була знижена до одного кілометра (точна висота, як і у випадку з Бурдж Халіфа тримається в секреті до закінчення будівництва вежі)Навіть зі зниженою висотою вежа стане найвищою будівлею або спорудою, коли-небудь побудований людиною перевершивши хмарочос Бурдж Халіфа в ОАЕ майже на 200 метрів.
Розташовується Kingdom Tower приблизно в 20 кілометрах на північ від порту Джидда, згодом повинен увійти до складу міста Джидда Друга черга проекту після будівництва Kingdom Tower — облаштування інфраструктури для міста-супутника.
Kingdom Tower, проект Саудівського принца Аль-Валіда ібн Талала, який після будівництва в місті Джидда стане найвищим у світі будинком, спроектував відомий у всьому світі архітектор Едріан Сміт (компанія AS+GG — Adrian Smith + Gordon Gill Architecture). Зазначимо, що архітектор з Америки мав усі права на цей проект, так як ще в 2008 році він вже стикався з такими ефектами як горизонтальна дивергенція вітру і його негативний тиск, коли проектував найвищу будівля на сьогоднішний день «Burj Khalifa».
Kingdom Tower підніметься на трьох окремих підставах у вигляді безперервних схилів, що будуть закінчуватися на різних висотах. Цей метод допоможе збалансувати вагу будівлі і зробити будівлю стійкою до вітрових навантажень, які на вершині будівлі можуть досягати 190 км на годину. Будівля спроектована так, щоб на висоті 500 метрів під час найсильнішого шторму вона мала амплітуду близько 1-го метра. Цей рух буде значно меншим при звичайних природних умовах.
Подача води на 163 поверх має відбуватися поетапно, з використанням збірних баків на різних рівнях, щоб уникнути занадто сильного тиску в трубах. Евакуація також має особливе планування. Найвища вежа у світі через кожні 20 поверхів матиме пункти швидкої допомоги, де люди зможуть отримати питну воду і медичну допомогу. У разі аварійних ситуацій ці пункти будуть працювати інтенсивніше. Також запропоновано використовувати ліфти як спосіб допомоги при надзвичайних ситуаціях не слідуючи загальним правилом заборони на їх використання.

Після завершення будівництва цей хмарочос стане найвищим хмарочосом у світі. Також це, ймовірно, буде найвищий у світі готель, найвища у світі офісна будівля, найвища у світі житлова будівля. Вона включатиме офіси, готель Four Seasons і розташовані на верхніх поверхах елітні квартири.
Також у вежі будуть розташовані спортивні клуби і багатофункціональний зал, три верхні поверхи матимуть екскурсійне та культурно-розважальне призначення. На висоті 660 м запланована найвища у світі відкрита палуба, що має забезпечити відвідувачам унікальну перспективу.
Верх вежі було зарезервовано для виробництва альтернативних видів електроенергії.
Для забезпечення безпересадкового підйому планують використати канати KONE UltraRope™, фінської фірми Kone, що складаються з ядра, вуглецевого волокна і унікального покриття з високим коефіцієнтом тертя, — дуже легкі, це дозволяє в кілька разів скоротити споживання енергії ліфтом у висотних будівлях. Підйом з першого поверху на найвищий займе експресліфтом близько 5 хвилин, в той час як за допомогою інших ліфтів — 12 хвилин. Загалом вежа матиме 65 ліфтів і ескалаторів KONE, в тому числі 21 ліфт KONE Monospace elevators, 29 Minispace elevators, 7 двоступінчастих Minispace elevatrs та 8 ескалаторів KONE TravelMaster 110.

## Історія проєкту
Розробником проєкту є британська компанія «Hyder Consulting», архітектурний проєкт буде виконувати фірма «Omrania & Associates» із Саудівської Аравії, за інженерну розробку будівлі візьметься британська контора «Arup», а менеджером проєкту буде американська корпорація Bechtel.
У березні 2010 головним архітектором «Kingdom Tower» призначили Едріана Сміта, який курирував розробку найвищої на середину 2010-х споруди «Бурдж-Халіфа».
У квітні 2011 кілька новинних агентств повідомили про те, що план будівництва прийняли і загальна вартість вежі складе близько $ 30 млрд
У серпні 2011 року принц Аль-Валід бін Талаль підписав договір з девелоперською компанією Bin Laden Group, а архітектурна фірма Едріана Сміта, AS+GG Architecture, оголосила про те, що робота над проектом вежі добігає кінця, висота її становитиме 1007 метрів. Було заявлено, що робота над проектом нульового циклу завершена, оголошено тендер на проведення буронабивних робіт. Вартість самої вежі на етапі проектування оцінювалася в 1,2 млрд доларів США, а вартість усього комплексу Kingdom Tower — 20 млрд доларів
У жовтні 2012 року німецька фірма Bauer отримала контракт на будівництво фундаменту для хмарочоса глибиною 110 метрів
До 22 травня 2013 почалася активна фаза будівництва. Буронабивні роботи були закінчені в грудні 2013 року.
Останній куб бетону у фундамент залили 26 серпня 2014. На 15 лютого 2015 будівельники вже залили бетоном перекриття 13 поверху.
JEC зупинив роботи з будівництва бетонних конструкцій у січні 2018 року, коли будівля досягла висоти 256 метрів, і планував відновити спорудження вежі у 2020 році.

## Галерея

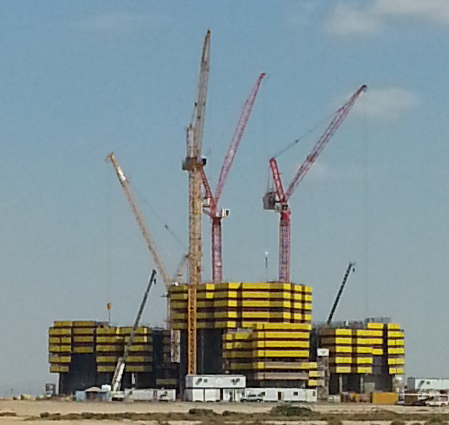
10 січня 2015, 12 поверхів
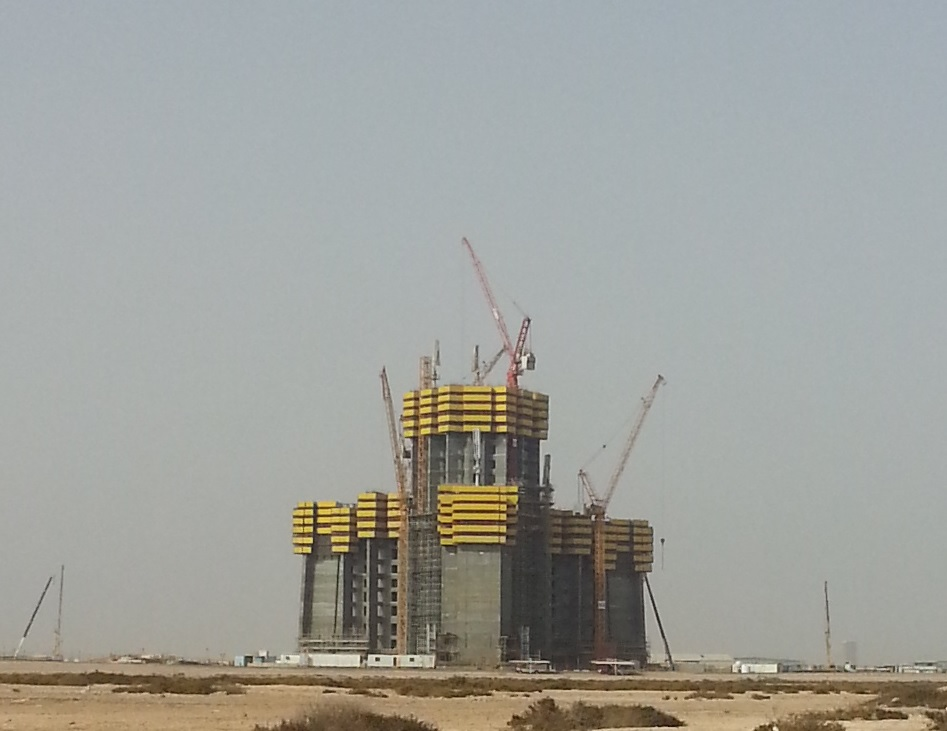
7 червня 2015, 23 поверхи
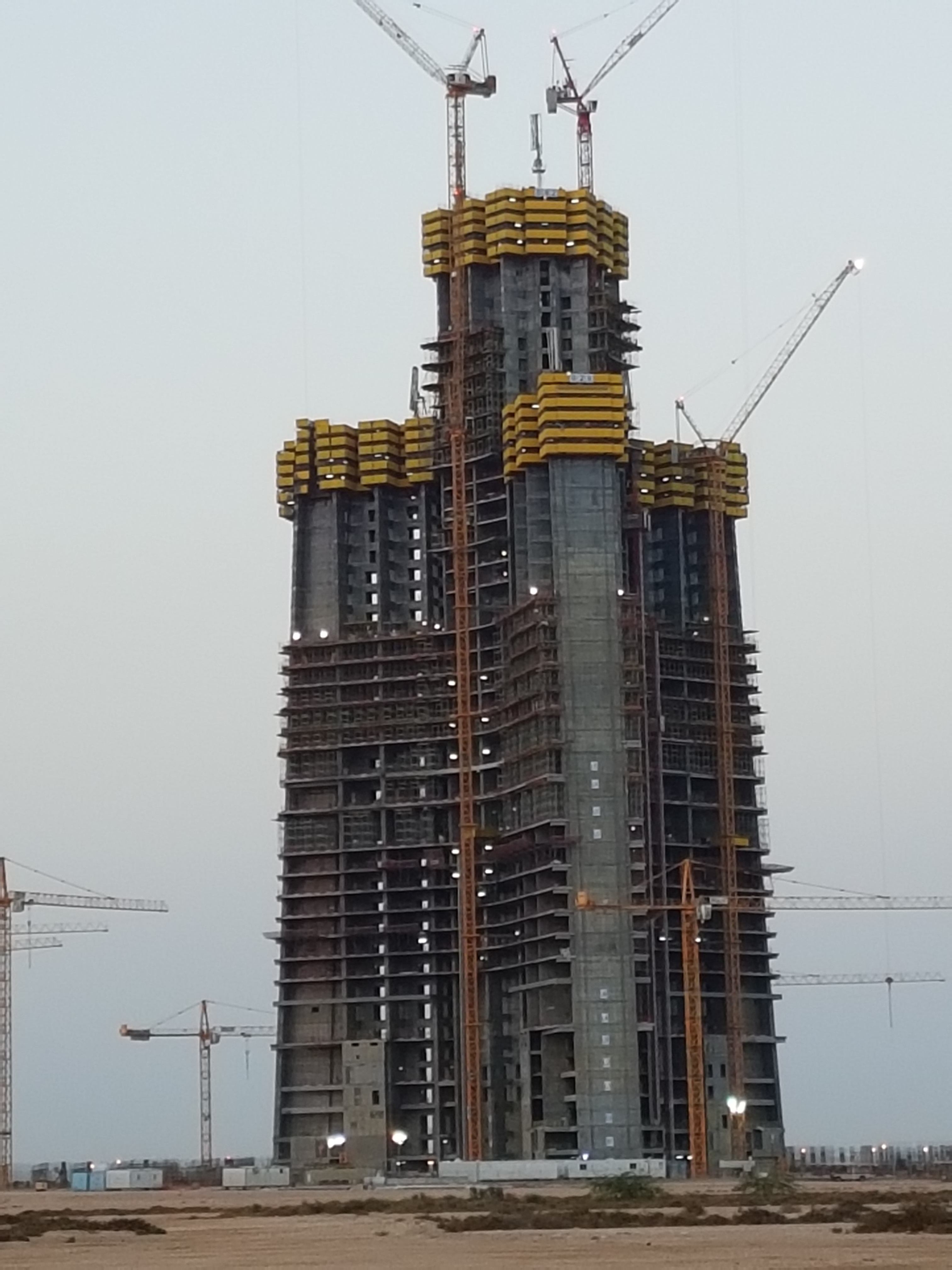
13 липня 2016, 44 поверхи
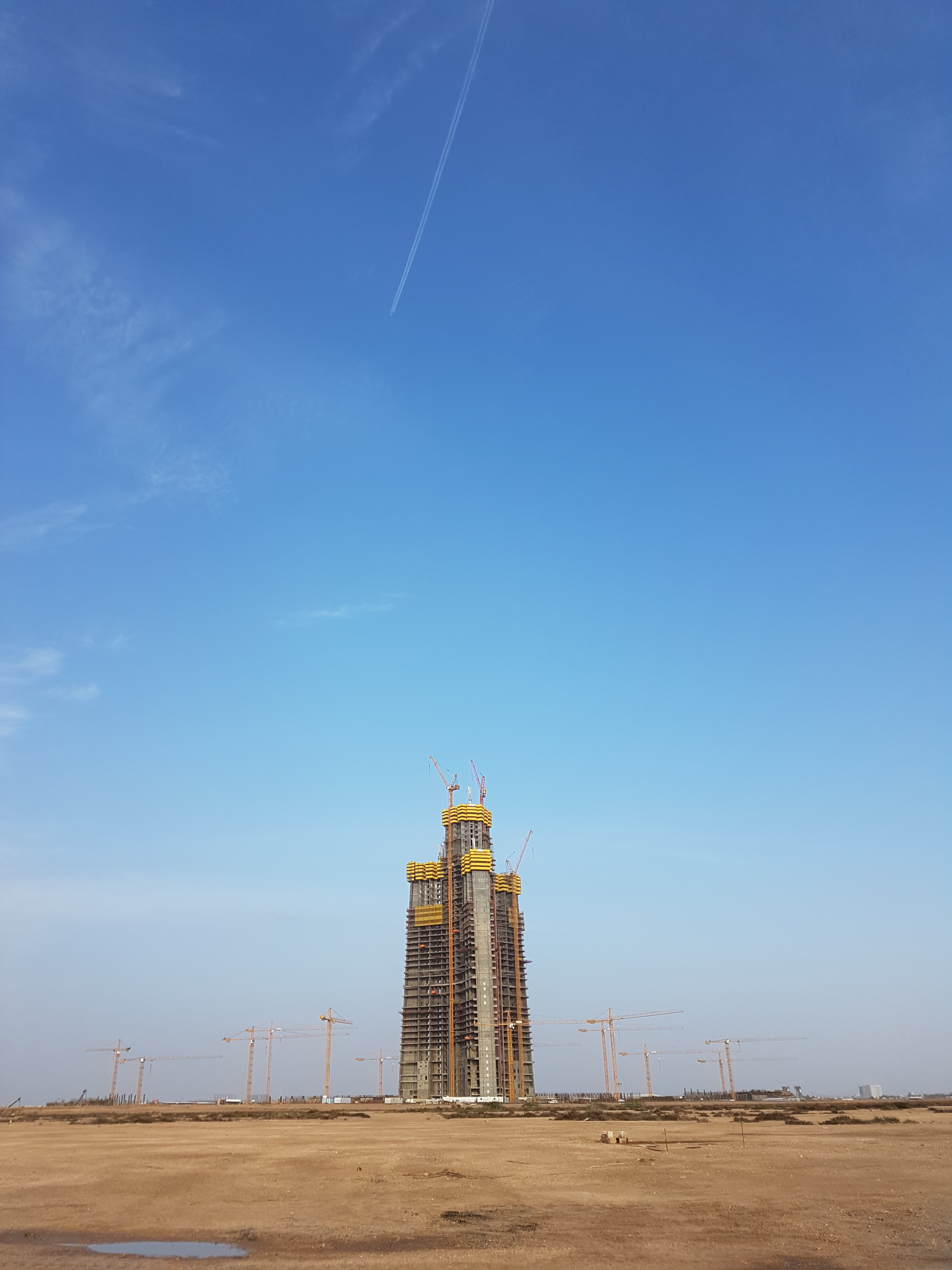
47 поверхів (2 грудня 2016) (45+2)